# Clipa (revistă)
Clipa este o revistă ce apare o dată la două luni, a tinerei generații. Apare la Chișinău și este editată cu sprijinul Institutului Cultural Român (ICR).

## Scurt istoric
Revistă de Cultură și Creație Literară a Tinerei Generații a fost fondată în toamna anului 1995 în urma Grevei generale a elevilor, studenților și cadrelor didactice, manifestare de protest declanșată întru apărarea Limbii Române și a Istoriei Românilor, prima grevă de amploare de după anul 1989, provocată de deciziile antinaționale ale guvernării agrariene. Era pentru prima oară după istoricul an al Renașterii, când împotriva deznaționalizării s-au ridicat masiv tinerii, copiii educați în sistemul național de învățământ reformat.
Revista a fost lansată în data de 5 octombrie 1995, numindu-se inițial „Cetatea dăinuirii”, iar, din 1996, a preluat titulatura cenaclului a cărui germinare intelectuală a și făcut-o posibilă – Clipa Siderală, cenaclul literar, la rândul său, luându-și ca spirit protector numele Iuliei Hasdeu. Începând cu anul 2007, revista și-a schimbat denumirea în Clipa.
Înregistrată la Camera Înregistrării de Stat a Ministerului Justiției din Republica Moldova drept publicație independentă și nonprofit, pusă exclusiv în serviciul tinerilor, revista a fost, din start, ferită de influențele nefaste ale guvernărilor neocomuniste care s-au succedat ulterior. Așezarea publicației pe o temelie tehnică și financiară capabilă a-i asigura periodicitatea a fost posibilă, inițial, printr-un Program de ajutorare a românilor din afara Țării, lansat de către Guvernul României, ulterior prin sprijinul Fundației Culturale Române din București și prin câteva proiecte aprobate de către Fundația „Soros-Moldova”. Din anul 2001, revista reușește să obțină mai multă stabilitate, regăsindu-se în bugetul Fundației Culturale Române (astăzi Institutul Cultural Român, ICR). În anii 2005-2009, publicația obține dreptul de editare prin proiecte anuale înaintate ICR.
În toamna anului 1999 Clipa Siderală a lansat Concursul Național de Creație Literară „Iulia Hasdeu”, aflat acum la cea de-a XI-a ediție. Galele Laureaților concursului se desfășoară, tradițional, la începutul lunii octombrie, în incinta Bibliotecii publice „Onisifor Ghibu”, în Centrul de Cultură și Artă „Ginta Latină” sau în Sala Mare a Uniunii Scriitorilor.

## Apariții editoriale conexe revistei
Pe parcursul timpului, anticipând înregistrarea juridică a revistei, iar, ulterior, din necesităti de sinteză, de sprijinire a tinerilor creatori și de reverberare a mesajului național, civic si artistic al acestora, revista a fost generatorul unor culegeri de creație literară: colecția Sclipiri Siderale (3 vol.), cărți de debut:  Oglinda sângelui (poezie, autor Doina Bulat), Castelul de dincolo de ploi (proză, autor Victor Bour), apărute în colecția „Gloria Spiritum”, sprijinită de către plasticianul Iurie Matei, Transplant de tăceri (poezie, autor Aurelia Cojocaru), apărută în colecția „Debut sideral” și studiul Erupția rostirii sau Generația Clipei Siderale. Ideea natională. Poezia, semnat de către Eugenia Bulat.
Alți tineri au debutat prin intermediul concursului „La Steaua”, desfășurat de către Uniunea Scriitorilor din R. Moldova: Aurelia Borzin, Doina Postolachi, Adrian Gavriliuc.

## Colaborări
Activitatea Clipei Siderale e frecvent reflectată în paginile săptămânalului „Literatura și Arta”, dar și în ziarele „Glasul Națiunii”, „Făclia”, „Florile dalbe”, „Ziarul de Gardă”, „Curier pedagogic”. Apariții sporadice în „Dacia literară”, „Curierul românesc”, „Oglinda literară” ș.a. din dreapta Prutului.
Emisiunile: „Semnal-Junior” și „Ars-adolescentina” ale Radioului Național, prin atașamentul special față de tinerii creatori al jurnalistei Zina Izbaș, au mediatizat încă de la începuturi activitatea revistei și a cenaclului acesteia, promovând continuu tinerii creatori. Edițiile anuale ale Concursului Național de Creație Literară „Iulia Hasdeu”, dar și drumul evolutiv al publicației a fost constant, cu har și devotament, reflectate în subiectele culturale pentru știri, realizate de către distinsa jurnalistă Silvia Hodorogea, precum și în cadrul  emisiunii „Bună dimineața” de Rusalina Rusu de la Televiziunea Naționala a R. Moldova, în cadrul emisiunii „Omul dimineții” realizată de jurnalistul Efim Josanu de la postul de radio „Vocea Basarabiei”.

## Difuzarea revistei
În condițiile economice precare în care se află R. Moldova, Clipa Siderală a căutat pe parcursul anilor să găsească soluții proprii pentru a abona din oficiu bibliotecile tuturor liceelor teoretice, ale celor mai mari școli de cultură generală și, de asemenea, ale celor mai mari biblioteci pentru copii din republică (anual 700-800 de abonamente). Difuzarea gratuită a publicației se efectuează, tradițional, în cadrul ședintelor mari ale Cenaclului „Iulia Hasdeu” și, de asemenea, în timpul lansării revistei în școli și licee. Revista apare o dată la două luni. Ea poate fi abonată colectiv și individual, indicele ei in Catalogul „Poșta Moldovei” fiind RM 31342. Revista poate fi procurată în librăriile Editurii Cartier (Librăria din Hol, str. București, nr.68; Vărul lui Shakespeare str. Șciusev, nr.113; Casa Cărții, bdul. Mircea cel Bătrân, nr.9) și la sediul redacției.

## Colaboratori
- Director onorific: Eugenia Bulat
- Director/coordonator de proiect: Iulia Iordăchescu
- Redactor-șef: Aurelia Borzin
- Stilizator: Inga Druță
- Membri ai colegiului de redacție:

– Aurelia Cojocaru (Universitatea din București), 
– Mihaela Iordăchescu (Academia de Studii Economice, Chișinău), 
– Victoria Bortă (Liceul Teoretic "Olymp", s. Costești, r. Ialoveni),
– Oxana Greadcenco (Universitatea "Ștefan cel Mare", Suceava), 
– Ecaterina Bargan (Colegiul Național de Comerț al ASE, Chișinău), 
– Tania Dumbravă (Universitatea "Masaryk", Brno, Cehia), 
– Doina Căuș (Academia de Studii Economice, Chișinău), 
– Cristina Mogâldea (Liceul Teoretic "Hyperion", or. Durlești), 
– Lăcrămioara Moldovan (Liceul Teoretic Român-Francez "Gheorghe Asachi", Chișinău), 
– Rodica Gavriliță (Liceul Teoretic "Mihail Sadoveanu", Călărași), 
– Dan Nicu (Școala Națională de Studii Politice și Administrative, București)
– Irina Puiu (Universitatea de Medicină din Innsbruck, Austria)